# Campeonato Asiático de Atletismo de 1991
A 9ª edição do Campeonato Asiático de Atletismo foi realizado de 19 a 23 de outubro de 1991 no Merdeka Stadium, na cidade de Kuala Lumpur na Malásia. 

## Medalhistas

### Masculino
| Evento                  | Ouro                                                          | Ouro     | Prata                                                                                        | Prata    | Bronze                                                                                 | Bronze   |
| ----------------------- | ------------------------------------------------------------- | -------- | -------------------------------------------------------------------------------------------- | -------- | -------------------------------------------------------------------------------------- | -------- |
| 100 metros              | Talal Mansour · Catar                                         | 10.29    | Chen Wenzhong · China                                                                        | 10.45    | Khalid Jouma Ibrahim · Bahrein                                                         | 10.56    |
| 200 metros              | Zhao Cunlin · China                                           | 20.75    | Ibrahim Ismail Muftah · Catar                                                                | 20.96    | Hiroki Fuwa · Japão                                                                    | 21.00    |
| 400 metros              | Ibrahim Ismail Muftah · Catar                                 | 45.66    | Aktawat Sakoolchan · Tailândia                                                               | 46.52    | Koji Ito · Japão                                                                       | 46.64    |
| 800 metros              | Lee Jin-Il Coreia do Sul                                      | 1:51.42  | Nadir Khan · Paquistão                                                                       | 1:51.68  | Ismail Yousef · Catar                                                                  | 1:51.70  |
| 1 500 metros            | Mohammed Sulaiman · Catar                                     | 3:42.64  | Kim Bong-yu Coreia do Sul                                                                    | 3:45.01  | Nadir Khan · Paquistão                                                                 | 3:46.47  |
| 5 000 metros            | Mohammed Sulaiman · Catar                                     | 14:03.35 | Ahmed Ibrahim Warsama · Catar                                                                | 14:04.45 | Wang Helin · China                                                                     | 14:04.68 |
| 10 000 metros           | Hwang Young-Jo Coreia do Sul                                  | 29:50.37 | Wang Helin · China                                                                           | 29:57.26 | Kim Jae-Ryong Coreia do Sul                                                            | 30:05.48 |
| 110 metros barreiras    | Nur Herman Majid · Malásia                                    | 14.04    | Zheng Jinsuo · China                                                                         | 14.05    | Toshihiko Iwasaki · Japão                                                              | 14.18    |
| 400 metros barreiras    | Yoshihiko Saito · Japão                                       | 50.46    | Ghulam Abbas · Paquistão                                                                     | 50.77    | Zid Abou Hamed Síria                                                                   | 51.15    |
| 3 000 metros obstáculos | Hamid Sajjadi Irão                                            | 8:33.89  | Gao Shuhei · China                                                                           | 8:34.32  | Saleh Mohammed Habib Síria                                                             | 8:34.66  |
| 4×100 metros estafetas  | China · Zhang Hong · Zhao Cunlin · Chen Wenzhong · Zheng Chen | 39.20    | Tailândia · Seaksarn Boonrat · Niti Piyapan · Pongsak Wacharakupt · Visut Watanasin          | 39.26    | Japão                                                                                  | 39.74    |
| 4×400 metros estafetas  | Japão                                                         | 3:05.22  | Tailândia · Yuttana Thonglek · Anucha Santirangsimant · Sarapong Kumsup · Aktawat Sakoolchan | 3:05.81  | Malásia · Azhar Hashim · Vellabouy Samson · Mohamed Yazid Parlan · Nordin Mohamed Jadi | 3:06.64  |
| 20 km marcha            | Bu Lintang · China                                            | 1:31:36  | Hideharu Fuchida · Japão                                                                     | 1:34:02  | Suchá Singh · Índia                                                                    | 1:37:01  |
| Salto em altura         | Lee Jin-Taek Coreia do Sul                                    | 2.22     | Shigeki Toyoshima · Japão                                                                    | 2.19     | Phaitoon Hearnthong · Tailândia                                                        | 2.16     |
| Salto à vara            | Hideyuki Takei · Japão                                        | 5.25     | Ge Yun · China                                                                               | 5.10     | Ku Chin-shui · Taipé Chinesa                                                           | 5.10     |
| Salto em comprimento    | Chen Zunrong · China                                          | 8.10     | Masaki Morinaga · Japão                                                                      | 8.02     | Nai Hui-Fang · Taipé Chinesa                                                           | 7.85     |
| Salto triplo            | Chen Yanping · China                                          | 17.22    | Zou Sixin · China                                                                            | 16.95    | Marzouk Abdullah Al-Yoha · Kuwait                                                      | 16.48    |
| Lançamento do peso      | Cheng Shaobo · China                                          | 18.11    | Bilal Saad Mubarak · Catar                                                                   | 17.78    | Yuji Okano · Japão                                                                     | 17.65    |
| Lançamento do disco     | Yu Wenge · China                                              | 62.20    | Shakti Singh · Índia                                                                         | 53.26    | Yuji Yamazaki · Japão                                                                  | 51.76    |
| Lançamento do martelo   | Bi Zhong · China                                              | 69.90    | Nobuhiro Todoroki · Japão                                                                    | 64.56    | Waleed Al-Bekheet · Kuwait                                                             | 60.74    |
| Lançamento do dardo     | Zhang Lianbiao · China                                        | 81.52    | Masami Yoshida · Japão                                                                       | 80.44    | Kim Ki-Hoon Coreia do Sul                                                              | 76.32    |
| Decatlo                 | Gong Guohua · China                                           | 7652     | Cai Min · China                                                                              | 7573     | Katsuhiko Matsuda · Japão                                                              | 7364     |

### Feminino
| Evento                 | Ouro                                                       | Ouro      | Prata                               | Prata    | Bronze                            | Bronze   |
| ---------------------- | ---------------------------------------------------------- | --------- | ----------------------------------- | -------- | --------------------------------- | -------- |
| 100 metros             | Tian Yumei · China                                         | 11.54     | Pei Fang · China                    | 11.62    | Wang Huei-Chen · Taipé Chinesa    | 11.69    |
| 200 metros             | Chen Zhaojing · China                                      | 23.39     | Wang Huei-Chen · Taipé Chinesa      | 23.44    | Xiao Yehua · China                | 23.48    |
| 400 metros             | Shiny Wilson · Índia                                       | 53.46     | Josephine Mary Singarayar · Malásia | 53.50    | Kalawati "Kutty" Saramma · Índia  | 53.51    |
| 800 metros             | Qu Yunxia · China                                          | 2:04.65   | Shiny Wilson · Índia                | 2:05.18  | Yumiko Tokuda · Japão             | 2:05.48  |
| 1 500 metros           | Qu Yunxia · China                                          | 4:26.01   | Khin Khin Htwe Birmânia             | 4:26.08  | Kim Song-Hwa · Coreia do Norte    | 4:27.15  |
| 3 000 metros           | Zhong Huandi · China                                       | 9:10.27   | Molly Chacko · Índia                | 9:14.07  | Khin Khin Htwe Birmânia           | 9:19.36  |
| 10 000 metros          | Zhong Huandi · China                                       | 33:42.77  | Lukose Leelamma · Índia             | 35:38.90 | Marija Suryati · Indonésia        | 38:00.33 |
| 100 metros barreiras   | Zhang Yu · China                                           | 13.37     | Naomi Jojima · Japão                | 13.63    | Kim Sun-Jin Coreia do Sul         | 13.77    |
| 400 metros barreiras   | Huang Yanhong · China                                      | 57.29     | Reawadee Srithoa · Tailândia        | 57.35    | Junko Hasegawa · Japão            | 59.37    |
| 4×100 metros estafetas | China · Pei Fang · Tian Yumei · Chen Zhaojing · Xiao Yehua | 43.41     | Tailândia                           | 44.86    | Japão                             | 45.25    |
| 4×400 metros estafetas | Índia                                                      | 3:33.50   | China                               | 3:36.71  | Tailândia                         | 3:37.52  |
| 10 km marcha           | Li Jingxue · China                                         | 49:14.82  | Tomoko Uchida · Japão               | 49:40.18 | Ma Kyin Lwan Birmânia             | 51:27.72 |
| Salto em altura        | Yoko Ota · Japão                                           | 1.83      | Lin Suh-Chi · Taipé Chinesa         | 1.83     | Jaruwan Jenjudkarn · Tailândia    | 1.80     |
| Salto em comprimento   | Li Yong-Ae · Coreia do Norte                               | 6.79 (NR) | Liu Shuzhen · China                 | 6.66     | Hiroko Okumura · Japão            | 6.29     |
| Lançamento do peso     | Huang Zhihong · China                                      | 17.51     | Min Chunfeng · China                | 16.91    | Aya Suzuki · Japão                | 15.22    |
| Lançamento do disco    | Min Chunfeng · China                                       | 61.74     | Aye Aye Nwe Birmânia                | 48.48    | Chu Hsui-Chen · Taipé Chinesa     | 43.80    |
| Lançamento do dardo    | Xu Demei · China                                           | 59.84     | Lee Young-Sun Coreia do Sul         | 55.06    | Vijita P. Amarasekara · Sri Lanka | 50.90    |
| Heptatlo               | Zhu Yuqing · China                                         | 6231      | Ghada Shouaa Síria                  | 5425     | Wang Shu-Hwa · Taipé Chinesa      | 5388     |

## Quadro de medalhas
| Ordem | País            | Medalha de ouro | Medalha de prata | Medalha de bronze | Total |
| ----- | --------------- | --------------- | ---------------- | ----------------- | ----- |
| 1     | China           | 24              | 11               | 2                 | 37    |
| 2     | Japão           | 4               | 7                | 12                | 23    |
| 3     | Catar           | 4               | 3                | 1                 | 8     |
| 4     | Coreia do Sul   | 3               | 2                | 3                 | 8     |
| 5     | Índia           | 2               | 4                | 2                 | 8     |
| 6     | Malásia         | 1               | 1                | 1                 | 3     |
| 7     | Coreia do Norte | 1               | 0                | 1                 | 2     |
| 8     | Irão            | 1               | 0                | 0                 | 1     |
| 9     | Tailândia       | 0               | 5                | 3                 | 8     |
| 10    | Taipé Chinesa   | 0               | 2                | 5                 | 7     |
| 11    | Birmânia        | 0               | 2                | 2                 | 4     |
| 12    | Paquistão       | 0               | 2                | 1                 | 3     |
| 13    | Síria           | 0               | 1                | 2                 | 3     |
| 14    | Kuwait          | 0               | 0                | 2                 | 2     |
| =15   | Indonésia       | 0               | 0                | 1                 | 1     |
| =15   | Bahrein         | 0               | 0                | 1                 | 1     |
| =15   | Sri Lanka       | 0               | 0                | 1                 | 1     |
| Total | Total           | 40              | 40               | 40                | 120   |